# Hauptfriedhof Dortmund

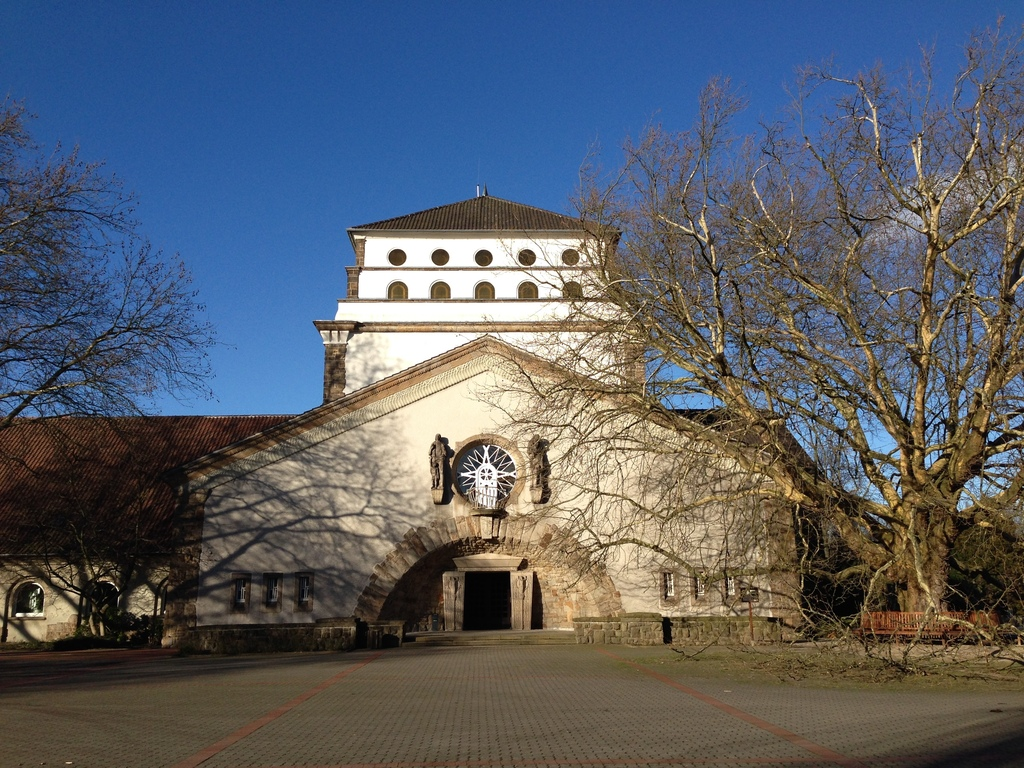
Hauptgebäude des Hauptfriedhofs Dortmund

Der Hauptfriedhof Dortmund im Stadtbezirk Brackel, Am Gottesacker 25, ist mit 118 ha die größte Grünanlage Dortmunds und einer der größten Friedhöfe Deutschlands.

## Geschichte

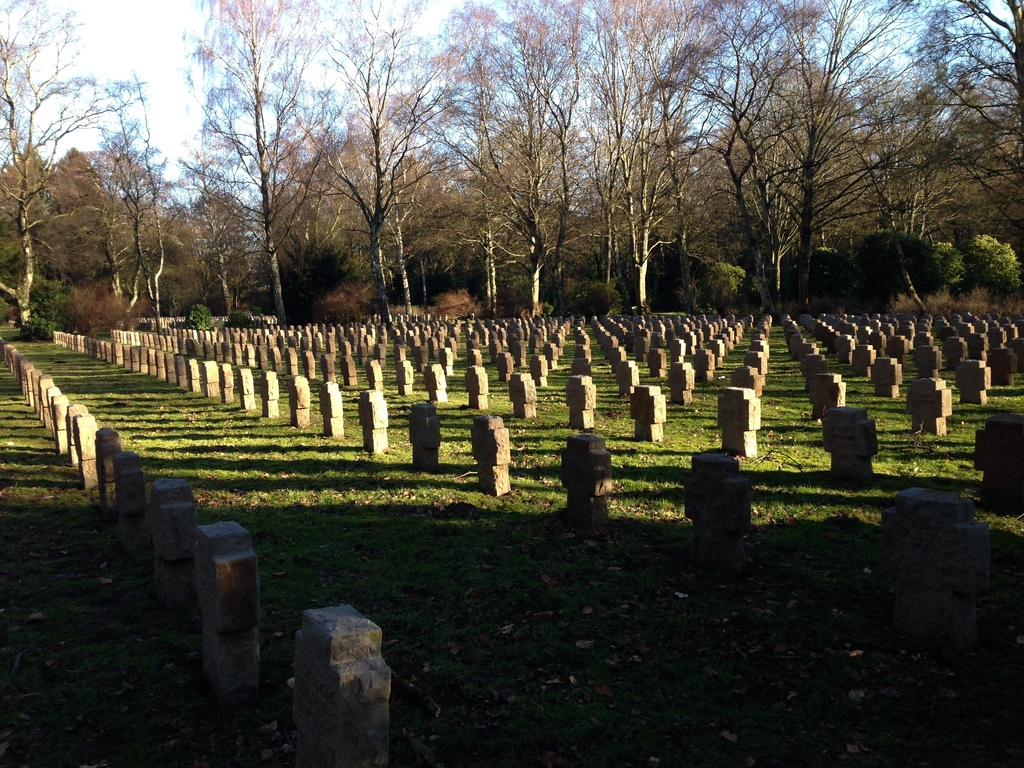
Kriegsgräberstätte mit 3032 Steinkreuzen

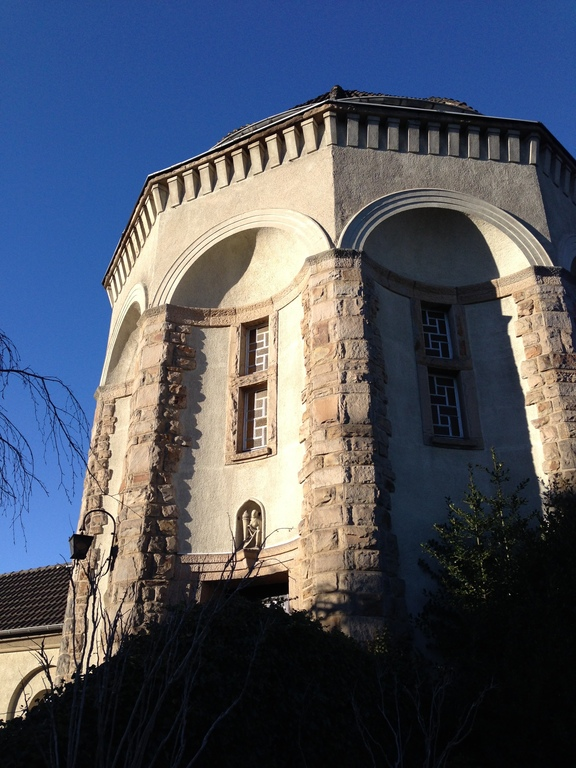
Krematorium

Die ersten Planungen für einen neuen, zentralen Kommunalfriedhof begannen 1912. 1919 wurde ein Architektenwettbewerb ausgelobt. Im Ergebnis entstanden die Friedhofsanlage und ihre Hochbauten nach Entwürfen des Dortmunder Stadtbaurats Hans Strobel, des Gartenarchitekten Gustav Allinger und des Architekten Josef Wentzler.
Das heutige Bild entspricht vom Konzept her noch dem Ausführungsentwurf. Bestimmt wird die Friedhofsanlage durch ein bewegtes Relief des Geländes, in dem drei große Achsen das Grundgerüst des Friedhofs bilden. Es finden sich große, freie Rasenflächen, alter Baumbestand und ein Teich mit den schwarzen Schwänen. Der Friedhof wurde 1921 in Betrieb genommen, das unter Denkmalschutz stehende Hauptgebäude im Stil des Expressionismus konnte jedoch erst 1924 eingeweiht werden. Im Krematorium werden jährlich zwischen 7000 und 8000 Einäscherungen vorgenommen.
Auf dem Friedhof besteht eine Kriegsgräberstätte mit einem zwölf Meter hohen Ehrenmal und 3032 einfachen Steinkreuzen. Hier ruhen 3249 deutsche Tote aus dem Ersten und Zweiten Weltkrieg. 
In den 1950er Jahren wurden die in der Justizvollzugsanstalt Dortmund hingerichteten NS-Justizopfer, welche zuvor in einer Friedhofsecke verscharrt wurden, in ein besonderes Gräberfeld umgebettet. 
Die gesamte Friedhofsanlage, die Trauerhalle, die Urnenhalle, ein umbauter Hof mit Torbögen, die Unterstell- und Toilettenhäuschen, der ehemalige Pferdestall, ein Nebeneingangsgebäude mit Tor, die jüdische Abteilung, die Ausländerabteilung sowie 28 Einzelgrabdenkmäler sind als Baudenkmal in die Denkmalliste der Stadt Dortmund eingetragen.

### Jüdischer Teil des Hauptfriedhofs
Der jüdische Teil des Hauptfriedhofs bildet ein abgesondertes Areal westlich des eigentlichen Friedhofs, auf der gegenüberliegenden Straßenseite. Hier erinnert ein Mahnmal an die im Holocaust ermordeten jüdischen Bürger der Stadt. Auf dem Friedhof werden auch nichtjüdische Ehepartner beigesetzt. 
Auf diesem Teil des Friedhofs, auch Ausländerfriedhof genannt, ruhen weitere 5698 Kriegstote. Es handelt sich hier um Zwangsarbeiter, Kriegsgefangene und Ausländer, die in Einheiten der Wehrmacht gekämpft haben. An die 5095 Sowjet-Soldaten erinnert ein Ehrenmal. Auch an 243 polnische und 106 jugoslawische Zwangsarbeiter erinnern zwei gesonderte Ehrenanlagen.

Aplerbeck |
Dorstfeld |
Hauptfriedhof |
Hörde |
Lütgendortmund |
Mengede |
mittelalterlich |
Ostenfriedhof |
Wickede

## Gräber bekannter Persönlichkeiten

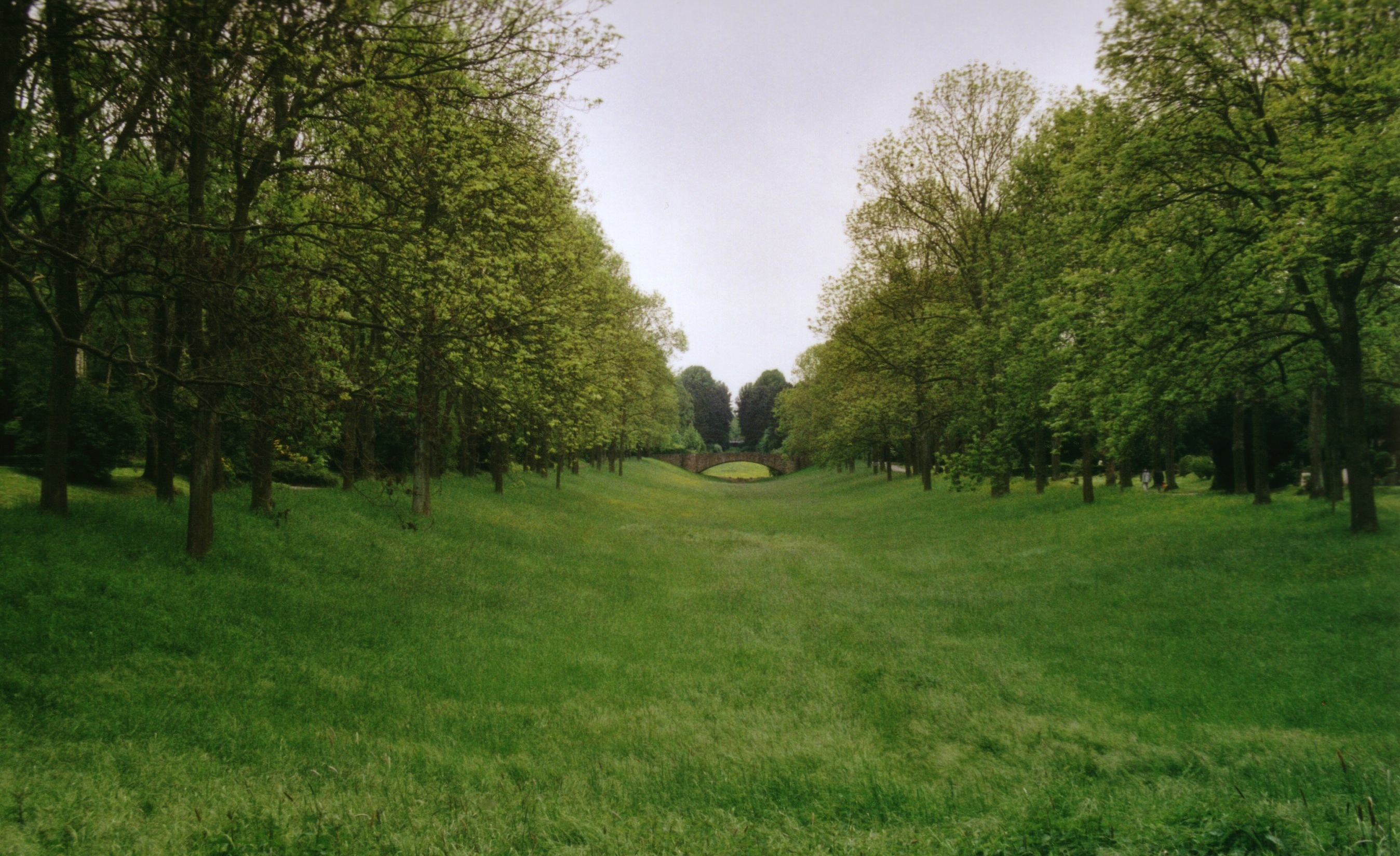
Eine der Sichtachsen mit Brücke, Bachwiesental und beidseitig begleitenden Alleen

- Hans-Peter Arens, Schausteller, † 2019
- Albrecht Brandi, Marineoffizier und U-Boot-Kommandant der Kriegsmarine, † 1966
- Gerard Bunk, Dortmunder Reinoldikantor und Komponist, † 1958
- Willi Daume, Dortmunder Unternehmer und Präsident des Nationalen Olympischen Komitees, † 1996
- Bernhard von Glisczynski, Dortmunder Bauingenieur und Denkmalschützer, † 1993
- Dietrich Keuning, Dortmunder Oberbürgermeister von 1954 bis 1969, † 1980
- Otto Schmidt, Jockey, † 1964
- Will Schwarz, Dortmunder Architekt (Florianturm, Mahnmal Bittermark u. a.), † 1992
- Hans Strobel, Dortmunder Stadtbaurat, † 1953
- Luise von Winterfeld, Stadtarchivarin und Autorin, † 1967